# 柴田翔平
柴田 翔平（しばた しょうへい、1983年 - ）は、福井県出身の日本の元子役、俳優。劇団若草に所属していた。
1993年、『五星戦隊ダイレンジャー』に阿古丸役でレギュラー出演。『超力戦隊オーレンジャー』ゲスト出演後に引退。

## 主な出演作品

### テレビ
- 特捜エクシードラフト第35話「見えない巨人」（1992年） - 新田保 役
- 五星戦隊ダイレンジャー（1993年） - 阿古丸 役
- 有言実行三姉妹シュシュトリアン第20話「原料魔がゆく!」（1993年） - 少年時代の原料魔 役
- 超力戦隊オーレンジャー第22話「合体㊙（まるひ）指令!!」（1995年） - サトル 役

### 映画
- 仮面ライダーZO（1993年） - 望月宏 役
- 人造人間ハカイダー（1995年） - 少年 役

### 舞台
- レ・ミゼラブル（1994年） - ガブローシュ 役
- ゴドーを待ちながら（1994年）